# Sebastián Montoya
Sebastián Montoya (ur. 11 kwietnia 2005 w Miami na Florydzie) kolumbijski kierowca wyścigowy. Obecnie zawodnik Campos Racing w FIA Formuła 3. Syn byłego kierowcy Formuły 1, Juana Pablo Montoyi.

## Życiorys

### Formula Regional European Championship
Kolumbijczyk po dwóch sezonach we Włoskiej Formule 4 w 2022 roku przeszedł do Formula Regional European Championship. Reprezentował zespół Prema. Zajął 13. miejsce na koniec sezonu w klasyfikacji generalnej. Był trzecim najlepszym debiutantem sezonu z 44. punktami na koncie. 

### FIA Formuła 3
Montoya po sezonie w Formula Regional European Championship został zakontraktowany jako zawodnik FIA Formuły 3. W sezonie 2023 występował w ekipie Hitech Pulse-Eight z numerem 14. Jego partnerami zespołowymi byli Gabriele Minì i Luke Browning. Sebastián Montoya w tamtej kampanii zajął 16. miejsce w klasyfikacji łącznej, zdobywając 37 punktów. Jego najlepszym wynikiem było 2. miejsce w sprincie w Melbourne.
Na kolejny sezon przeniósł się do ekipy Campos Racing. Jeździ tam u boku Olivera Goethe i Mari Boya.